# Consistório Ordinário Público de 1905
Pius criou quatro cardeais em 11 de dezembro de 1905, um do Brasil, da Hungria, da Itália e da Espanha. Arcoverde foi o primeiro cardeal brasileiro e o primeiro cardeal nascido na América Latina.

## Cardeais Eleitores
| Nº                 | País               | Nome                                        | Idade              | Cargo                       | Título ou Diaconia                                 |
| Cardeais eleitores | Cardeais eleitores | Cardeais eleitores                          | Cardeais eleitores | Cardeais eleitores          | Cardeais eleitores                                 |
| ------------------ | ------------------ | ------------------------------------------- | ------------------ | --------------------------- | -------------------------------------------------- |
| 1                  | Hungria            | József Samassa                              | 77                 | Arcebispo da Eger           | Cardeal-presbítero de São Marcos                   |
| 2                  | Espanha            | Marcelo Spínola                             | 70                 | Arcebispo da Sevilha        | sem título                                         |
| 3                  | Brasil             | Joaquim Arcoverde de Albuquerque Cavalcanti | 55                 | Arcebispo da Rio de Janeiro | Cardeal-presbítero de São Bonifácio e Santo Aleixo |
| 4                  | Itália             | Ottavio Cagiano de Azevedo                  | 60                 | Câmara da Corte Papal       | Cardeal-diácono de Santos Cosme e Damião           |

## Link Externo
- «Catholic Hierarchy» (em inglês)